# Фёдорково (Бежаницкий район)
Фёдорково — деревня на юго-востоке Бежаницкого района Псковской области. Входит в состав сельского поселения Бежаницкая волость.
Расположена в 3 км к юго-востоку от райцентра Бежаницы.
Численность населения деревни составляет 26 жителей (2000 год).